# Bomaanslag op de Dolfinarium-discotheek in Tel Aviv op 1 juni 2001
De bomaanslag op de Dolfinarium-discotheek in Tel Aviv was een terroristische aanslag op 1 juni 2001, waarbij een Palestijnse zelfmoordterrorist zichzelf opblies buiten een discotheek aan de kust in Tel Aviv in Israël en daarmee 21 tieners doodde en 132 verwondde.

## De aanslag
Zelfmoordterrorist Saeed Hotari blies zichzelf op bij de ingang van de disco rond 23:30 uur op een zaterdagavond terwijl het daar vol stond met jongelui die wachtten tot ze naar binnen konden. Het was de tweede aanval in vijf maanden op hetzelfde doelwit. Aanvankelijk claimden de Islamitische Jihad en een groep die zichzelf Hizbullah-Palestina noemde allebei aansprakelijk te zijn voor de zelfmoordaanslag, om deze claim vervolgens weer in te trekken. Israëlische gezagsdragers noemden de aanslag een "bloedbad" en veel Israëliërs eisten een massale vergeldingsactie. Desondanks ondernam de overheid geen directe vergeldingsactie. De Amerikaanse en andere overheden zetten Israël onder hevige politieke druk om Israël ervan te weerhouden actie te ondernemen. Yasser Arafat, destijds hoofd van de Palestijnse autoriteit, veroordeelde de aanslag en vroeg om een wapenstilstand. Desondanks ging de Tweede Intifada nog vier jaar door. De aanslag was een van de redenen genoemd door de Israëlische overheid om de Israëlische Westoeverbarrière te bouwen.

## Ooggetuigeverslagen
- Tomer Revah (22): "We gingen naar de "Pacha" met een vriend om wat rond te hangen. Gelukkig kwamen we laat aan en toen we de deuren van de club bereikten hoorden we een explosie en zagen we lichaamsdelen. Na de explosie zijn we naar de plek toe gegaan om te helpen."
- Ariel Levi: "Ik was op weg naar een vriend met de motor toen ik de explosie hoorde. Ik zette de motor meteen af en rende naar de plek. De hulpdiensten die arriveerden op de plek waren nutteloos want er was niemand om te redden. Lichamen lagen op elkaar gestapeld op de stoep. Ik vond op de grond een 16- of 17-jarig kind, de leeftijd van mijn dochter. Ik vond haar toevallig. Haar pupillen zetten uit en ze zat onder het bloed. Ik voelde een pols maar ze ademde niet. Ik probeerde haar onmiddellijk te reanimeren met wat ik had geleerd in een reanimatiecursus. Ik riep de hulpverleners te komen omdat ze opgaven door het grote aantal lichamen. Dat lukte me en zij werd naar het ziekenhuis gebracht terwijl ze ademhaalde en een pols had. Ik hoop dat ze in orde is, ik moet haar maar eens opzoeken en hoop dat ze herstelt."
- Roni Soklicki, verantwoordelijk voor feesten in de "Pacha" club, de club naast de aangevallen disco: "Rond 23:30 uur, de tijd dat de clubs opengaan voor feesten liep ik naar buiten om nog een laatste controle uit te voeren voor het feest begon. Er stonden tientallen mensen te wachten voor het Russische feest. Plotseling hoorde ik een reusachtige knal en schoot er een steekvlam naar de hemel. Het was een afgrijselijk gezicht, mensen lagen op de grond en overal lagen lichaamsdelen verspreid."

## Slachtoffers
21 Israëlische burgers, grotendeels afkomstig van uit de voormalige Sovjet-Unie geëmigreerde families, kwamen om tijdens de aanslag:
- Maria Tagiltseva, 14
- Yevgeniya Dorfman, 15
- Raisa Nemirovskaya, 15
- Yulia Sklyanik, 15
- Ana Kazachkova, 15
- Katherine Kastinyada, 15
- Irina Nepomnyashaya, 16
- Mariana Medvedenko, 16
- Yulia Nalimova, 16
- Liana Saakyan, 16
- Marina Berkovskaya, 17
- Simona Rudina, 17
- Alexei Lupalo, 17
- Yelena Nalimova, 18
- Irina Osadchaya, 18
- Ilya Gutman, 19
- Sergei Panchenko, 20
- Roman Dzhanashvili, 21
- Diaz Nurmanov, 21
- Jan Bloom, 25
- Uri Shachar, 32

## Palestijnse reactie
- In Ramallah vierden tientallen Palestijnen de aanslag door in de lucht te schieten als teken van vreugde.[10]
- De dader, Saeed Hotari, werd door zijn vader als een martelaar vereerd.[11]
- President George W. Bush droeg Yasser Arafat op de terroristische aanslag te veroordelen.[12]
- Volgens de "Intelligence and Terrorism Information Center", een van oorsprong Israëlische organisatie die nauwe banden onderhoudt met het Israëlische defensieleger, waren onder stukken veroverd op Palestijnen tijdens de "Operatie Verdedigend Schild" twee documenten van het "Fonds voor families van martelaren en gewondenzorg", dat valt onder het Palestijnse Ministerie van Sociale Zaken. De documenten gaan over een transactie van $2.000 naar de vader van de dader, die op het moment van de aanslag in Jordanië woonde. Ondanks dat de dader aan Hamas was gelieerd, de publieke veroordeling van de aanslag door Yasser Arafat, en de openlijke steun die de vader betuigde aan de daden van zijn zoon werd dit geld overgemaakt.[13]